# Christian Zugel
Pas d'image ? Cliquez ici
Christian Zugel, né le 6 juin 1960 à Stuttgart est un pilote automobile allemand. Il compte notamment une participation aux 24 Heures du Mans, en 2012. 

## Biographie
Il participe à de nombreuses courses du championnat American Le Mans Series en 2010 et 2011,.
En 2012, il participe aux 24 Heures du Mans pour la première et dernière fois de sa carrière. Il termine 5e en LMP2 et 12e au classement général à bord d'une des deux Zytek Z11SN de Greaves Motorsport,. Il prend également part à toutes les manches du championnat du monde d'endurance FIA,.
En février 2013, il s'apprête à disputer les 12 Heures de Sebring. Initialement inscrit sur la Zytek de l’écurie britannique pour les 24 Heures du Mans, il est remplacé par Alexander Rossi. Les causes de cette absence sont familiales et professionnels.